# LG Gx
LG GX는 LG전자가 2013년 12월 17일에 출시한 중상급형 안드로이드 패블릿 스마트폰이다. 옵티머스 G 프로와 달리 노크온과 노크코드를 지원한다. 2014년 4월 F310LR을 추가로 출시하였다

## 운영 체제 / 소프트웨어

### 안드로이드4.1.2 젤리빈
LG GX는 2013년 12월 17일 안드로이드 4.1.2 젤리빈으로 출시하였다. 4.1.2 젤리빈 버전은 LG-F310L 모델만 해당된다.

### 안드로이드4.4.2 킷캣
2014년 5월 12일, 안드로이드 4.4.2 킷캣 업그레이드가 실시되었다. LG-F310LR 모델은 4.4.2 킷캣 버전으로 출시되었다. 화면이 꺼진 상태에서도 잠금을 풀 수 있는 노크 코드가 추가되었고, UI가 개선되었다.

### 안드로이드5.0.2 롤리팝
2015년 3월 23일, 안드로이드 5.0.2 롤리팝 업데이트가 실시되었다. UI가 LG G3에 적용되었던 옵티머스 UI 4.0로 바뀌었다.

## 특수 기능

### 스마트 데이
잠금 화면에서 시계, 날씨, 일정을 확인할 수 있는 기능이다. LG 유플러스에서 제작하고 관리하는 기능이다.

### 미디어 타임
잠금 화면에서 음악이나 동영상과 같은 멀티미디어를 볼 수 있는 기능이다. LG 유플러스에서 제작하고 관리하는 기능이다.

### 게스트 모드
패턴을 달리하여 두 개의 모드를 사용할 수 있는 기능이다. G2에서 처음 시작되었다.

### 노크 코드
G 프로 2에서 처음 시작된 기능으로 화면을 키지 않고도 잠금을 풀 수 있는 기능이다. 4.4.2 킷캣 업그레이드 이후 추가되었다.

## 색상
- 블랙
- 화이트
- 블랙 골드 (LG-F310LR)
- 화이트 골드 (LG-F310LR)

## 같이 보기
- LG Gx2